# Thiodina cockerelli
Thiodina cockerelli là một loài nhện trong họ Salticidae.
Loài này thuộc chi Thiodina. Thiodina cockerelli được Elizabeth Maria Gifford Peckham & George William Peckham miêu tả năm 1901.